# Liste der Monuments historiques in Le Châtelet-sur-Sormonne
Die Liste der Monuments historiques in Le Châtelet-sur-Sormonne führt die Monuments historiques in der französischen Gemeinde Le Châtelet-sur-Sormonne auf.

## Liste der Objekte
| Bezeichnung              | Beschreibung          | Standort                              | Kennzeichnung | Schutzstatus | Datum | Bild |
| ------------------------ | --------------------- | ------------------------------------- | ------------- | ------------ | ----- | ---- |
| Skulptur Heilige Barbara | Holz, 16. Jahrhundert | in der Kirche St-Jean-Baptiste (Lage) | PM08000137    | Classé       | 1929  |      |